# 우겸

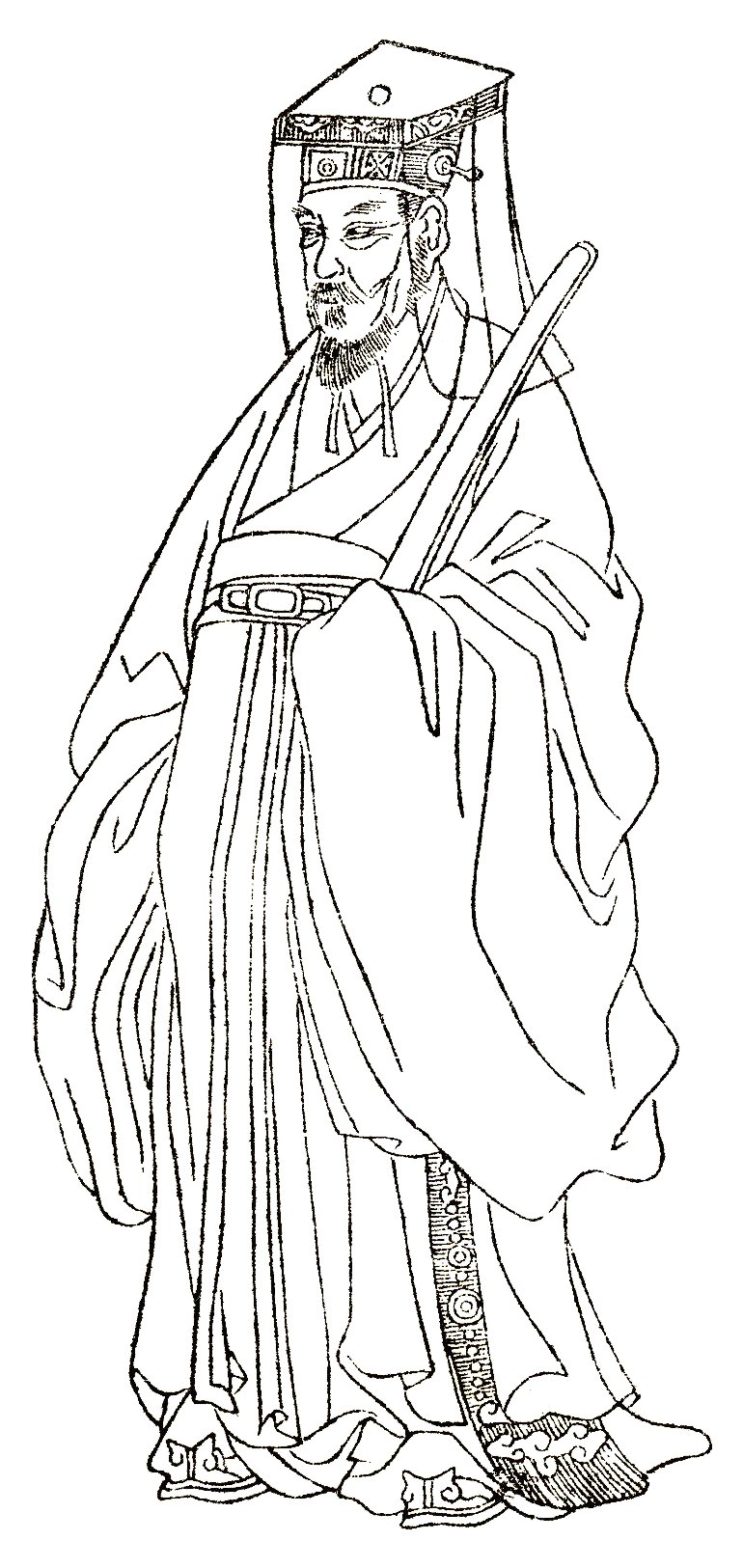

우겸(于謙, 1398년 5월 13일－1457년 2월 16일)은 자(字)는 정익(廷益), 호는 절암(节庵)이고 시호는 충숙(忠肅), 중국 명(明) 왕조의 중신으로 절강(浙江) 전당현(錢塘縣) 사람이다. 관직은 병부상서에 이르렀다.
우겸은 영락(永樂) 신축년에 진사(進士)로 급제하였으며, 한왕(漢王) 주고후(朱高煦)의 모반을 진압하는데 참가하여 공을 세우고 명 선종(宣宗)에게 중용되어 황명을 띠고 산서(山西), 하남(河南) 등지를 순무하기도 하였다. 명 영종(英宗) 때에 환관 왕진(王振)에게 죄를 지어 하옥되었으나 석방되어 후에 병부시랑으로 기용되었다.
토목보의 변(土木堡之變) 이후 우겸은 이어 병부상서가 되었고, 명 대종(代宗)을 추대하고 명군을 추스려 오이라트로부터 수도 북경의 방어에 성공하였다. 명 대종으로부터 소보(少保), 태자태부(太子太傅)가 더해졌다. 그러나 오이라트로부터 돌아온 명 영종이 탈문의 변(奪門之變)을 일으키고 복위에 성공한 뒤, 우겸은 무고로 투옥되었고, 처형되어 저자에 그 시체가 내걸렸다. 성화(成化) 연간에야 그에게 씌워진 모반의 죄가 벗겨졌다.
현대 중국의 베이징시(北京市)와 그의 고향인 항저우(杭州) 서호(西湖) 옆에 우겸을 기리는 사당과 그의 옛 집이 남아 있다.

## 석회음(石灰吟)
| 석회음         |                                          |
| 원문           | 해석                                     |
| 千錘萬鑿出深山 | 천 번 깨고 만 번 뚫어 산 속에서 캐내어   |
| 烈火焚燒若等閑 | 뜨거운 불로 태워도 대수롭지 않으니       |
| 粉身碎骨渾不怕 | 살을 에고 뼈를 부수어도 두려움 하나 없이 |
| 要留淸白在人間 | 이 세상에 청백리로 남기를 바랄 뿐이네.   |